# 大洲南インターチェンジ

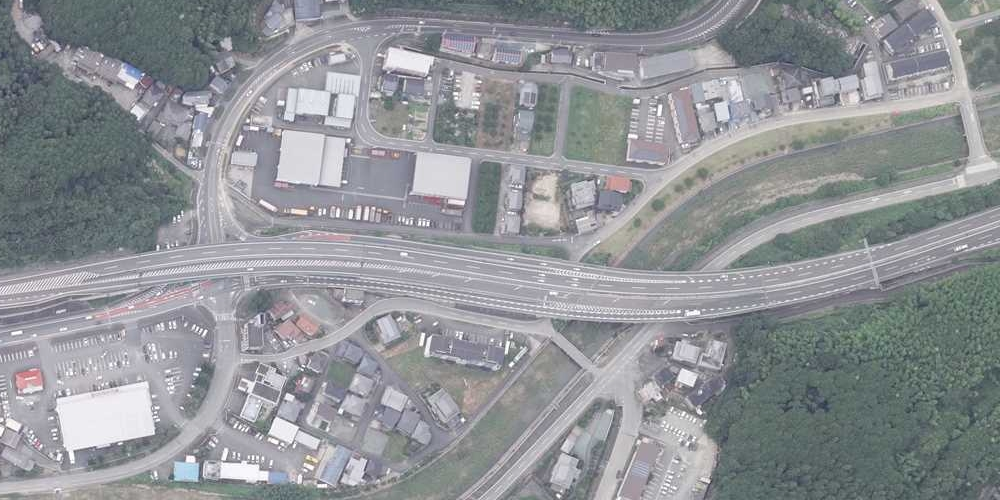

大洲南インターチェンジ（おおずみなみインターチェンジ）は、愛媛県大洲市北只にある、松山自動車道（大洲道路）のインターチェンジである。

## 概要
当ICは、松山IC方面出入口のみのハーフインターチェンジとなっている。
大洲IC - 大洲北只IC間は、高速自動車国道に並行する一般国道自動車専用道路であり、通行料金は無料のため当ICには料金所が設置されていない。また、津島岩松IC方面へは当ICが無料区間最終出口となっていて、大洲北只IC - 西予宇和IC間の通行料金は有料となっている。

## 歴史
- 1991年（平成3年）3月19日 : 大洲冨士IC - 大洲南IC間の開通に伴い供用開始[1][2]。
- 2004年（平成16年）4月17日 : 大洲南IC - 大洲北只IC間が開通[2]。
- 2006年（平成18年）3月27日 : 大洲北IC - 大洲南IC間が4車線化[2]。
- 2016年（平成28年）11月 : 大洲北IC - 大洲南IC間の案内標識をIC番号入りに変更[3]。

## 周辺
- 国土交通省 四国地方整備局 大洲河川国道事務所
- 大洲北只郵便局
- 国立大洲青少年交流の家

## 接続する道路
- 国道56号

## 隣
E56 松山自動車道（ 大洲道路）
(19) 大洲肱南IC - (20) 大洲南IC - (21) 大洲北只IC